# Abanto
Abanto és un municipi de la província de Saragossa situat a la comarca de la Comunitat de Calataiud. La localitat se situa en un turó a la riba dreta de l'Ortiz (riu) riu, Ortiz, al sud de la serra de Pardos, a 922 m sobre el nivell del mar. El terme municipal té una àrea de 63,84 km² amb una població de 106 habitants (INE 2016) i una densitat de 1,77 km/km². En el segle xix s'esmentava com el terme abundava «en alzines, roures, savines, romers, argelagues, altres arbustos i mata baixa».